# فريتز فيشر
فريتز فيشر (بالإنجليزية: Fritz Fischer)‏ (و. 1898 – 1947 م) هو فيزيائي، ومهندس، وأستاذ جامعي من سويسرا .
توفي في زيورخ ، عن عمر يناهز 49 عاماً.

## التعليم
تعلم في المعهد الفدرالي للتكنولوجيا بزورخ